# Липченко, Олег Юрьевич
Олег Юрьевич Липченко (англ. Oleg Lipchenko; род. 13 июля 1957, Богодухов, Харьковская область) — советский, украинский и канадский художник.

## Биография
Родился 13 июля 1957 году в городе Богодухов.
В 1974 году окончил Полтавскую художественную школу, в 1979 году — архитектурный факультет Полтавского инженерно-строительного института, архитектор.
Член Национального Союза художников Украины с 1995 года. До выезда в Канаду несколько лет проживал и работал в городе Кременчуге Полтавской области (Украина).
В 1999 году эмигрировал в Канаду в Торонто, Онтарио.
Лауреат канадской национальной премии имени Элизабет Мрэйзик-Кливер 2009 года в области книжной иллюстрации за иллюстрации к книге Льюиса Кэрролла «Алиса в Стране чудес», опубликованной Studio Treasure и Tundra Books.